# Maolin
Maolin (chiń. upr. 茂林区; chiń. trad. 茂林區; pinyin Màolín qū; Wade-Giles Mao-lin ch’ü) – dzielnica (chiń. 區, qū) aborygeńska miasta wydzielonego Kaohsiung na Tajwanie. 
23 czerwca 2009 komitet przy Ministrze Spraw Wewnętrznych Republiki Chińskiej zarekomendował scalenie dotychczasowego powiatu Kaohsiung (chiń. trad. 高雄縣; pinyin Gāoxióng xiàn) i miasta wydzielonego Kaohsiung (chiń. trad. 高雄直轄市; pinyin Gāoxióng zhíxiáshì) w jedno miasto wydzielone; wszystkie gminy wiejskie (chiń. 鄉, xiāng), jak Maolin, miejskie oraz miasta wchodzące w skład powiatu zostały przekształcone w dzielnice (chiń. 區, qū). Ustawa weszła w życie 25 grudnia 2010 roku.
Populacja dzielnicy Maolin w 2016 roku liczyła 1896 mieszkańców – 953 kobiety i 943 mężczyzn. Liczba gospodarstw domowych wynosiła 585, co oznacza, że w jednym gospodarstwie zamieszkiwało średnio 3,24 osób.

## Demografia (2011–2016)
| Rok  | Liczba ludności | Gęstość zaludnienia | Kobiety | Mężczyźni | Gospodarstwa domowe |
| ---- | --------------- | ------------------- | ------- | --------- | ------------------- |
| 2011 | 1834            | 9                   | 912     | 922       | 574                 |
| 2012 | 1839            | 9                   | 914     | 925       | 578                 |
| 2013 | 1832            | 9                   | 905     | 927       | 579                 |
| 2014 | 1915            | 9                   | 967     | 948       | 584                 |
| 2015 | 1890            | 9                   | 958     | 932       | 582                 |
| 2016 | 1896            | 9                   | 953     | 943       | 585                 |